# Ectopsocus petersi
Ectopsocus petersi is een soort van Psocoptera uit de familie Stenopsocidae die voorkomt in Europa en Australië. De soort is bruin-oranje gekleurd en lijkt op Ectopsocus briggsi. 

## Kenmerken
Kleine (1,5-2 mm) gevleugelde insect met opvallende donkere vlekken op de voorvleugels. Mannetjes hebben altijd vleugels die langer zijn dan de buik (macropteer), maar vrouwtjes komen voor in zowel lange als korte-gevleugelde (brachypteer) vormen.

## Foto's

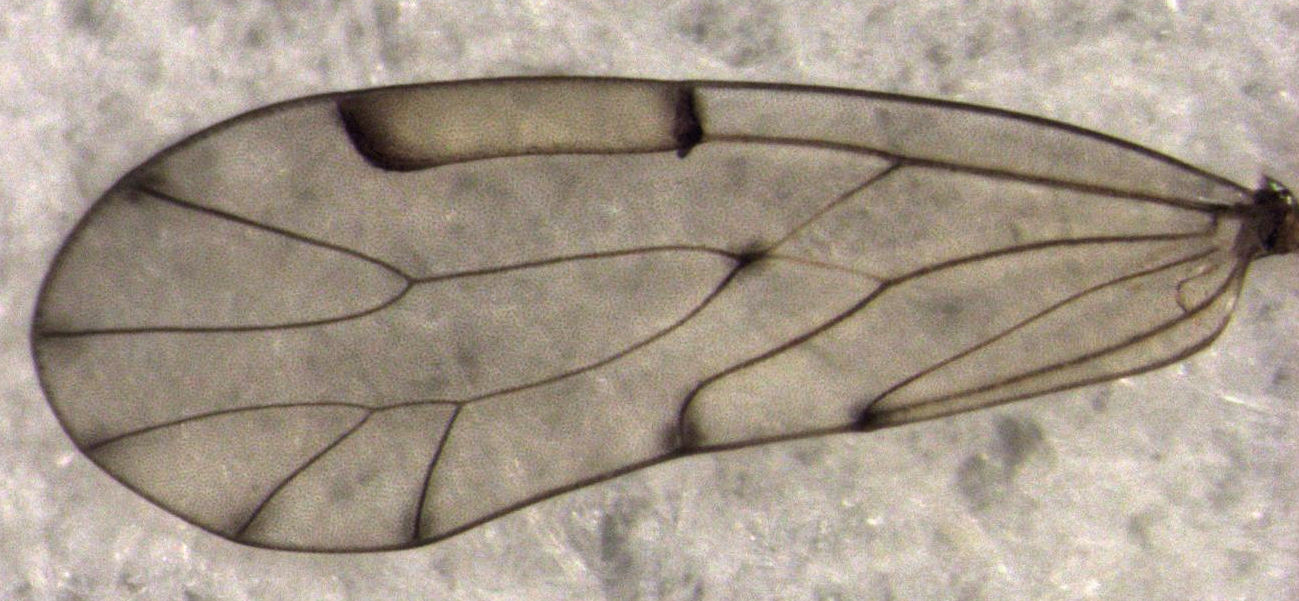
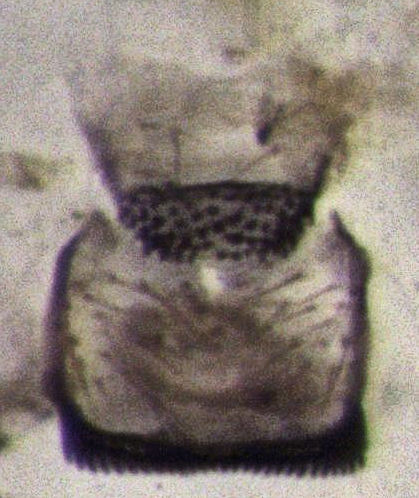